# Glinica (rijeka)
Glinica je rijeka u Bosni i Hercegovini i Hrvatskoj.

## Opis
Glinica nastaje od Čaglinice i Bužimnice. Glinica se ulijeva u rijeku Glinu u naselju Poljana u općini Velika Kladuša na granici Bosne i Hercegovine i Hrvatske. Dužina Glinice je 30 kilometara, a površina porječja je 540 km2.